# Petar Nenadić
Petar Nenadić (serbisch-kyrillisch Петар Ненадић; * 28. Juni 1986 in Belgrad, SFR Jugoslawien) ist ein ehemaliger serbischer Handballspieler.

## Karriere

### Verein
Der 1,98 Meter große und 92 Kilogramm schwere mittlere Rückraumspieler spielte bis 2007 beim RK Roter Stern Belgrad, mit dem er 2006 und 2007 serbischer Meister wurde. Anschließend wechselte er in die spanische Liga ASOBAL zu Algeciras BM, wurde aber nach kurzer Zeit vom FC Barcelona unter Vertrag genommen. Ab 2008 lief er für den ungarischen Verein Pick Szeged auf. Von 2010 bis 2012 stand er beim dänischen Team Tvis Holstebro im Aufgebot. Im Sommer 2012 wechselte Nenadić zum polnischen Erstligisten Wisła Płock, den er nach der Vizemeisterschaft 2014 verließ. Im Juli 2014 unterschrieb er einen Vertrag beim deutschen Bundesligisten Füchse Berlin. Mit den Füchsen wurde er Vereinsweltmeister 2015 und 2016. Dazu gewann er den EHF-Pokal 2015. In der Saison 2015/2016 wurde er Torschützenkönig der Handball-Bundesliga. Im Dezember 2017 verließ er die Fűchse und wechselte für 500.000 Euro zum ungarischen Rekordmeister Veszprém.
Ab dem 1. Januar 2018 stand er beim ungarischen Erstligisten KC Veszprém unter Vertrag. 2018, 2021 und 2022 wurde er ungarischer Pokalsieger sowie 2019 ungarischer Meister. Die SEHA-Liga konnte er 2020, 2021 und 2022 gewinnen, wobei er 2021 auch zum besten Spieler gewählt wurde. Im Februar 2023 wurde sein Vertrag im beiderseitigen Einvernehmen aufgelöst. Er wechselte nach Frankreich zu Paris Saint-Germain, wo er bis zum Ende der Saison verpflichtet wurde. Mit Paris gewann er 2023 die französische Meisterschaft. Im September 2023 schloss er sich dem saudi-arabischen Khaleej Club an. Im Juni 2024 gab er sein Karriereende bekannt.

### Nationalmannschaft
Petar Nenadić stand im Aufgebot der serbischen Nationalmannschaft, so für die Europameisterschaften 2010, 2012, 2014, 2016 und 2018 sowie die Weltmeisterschaft 2013. Mit Serbien gewann er die Goldmedaille bei den Mittelmeerspielen 2009 und die Silbermedaille bei der EM 2012.
Er bestritt 80 Länderspiele (415 Tore).

## Bundesligabilanz

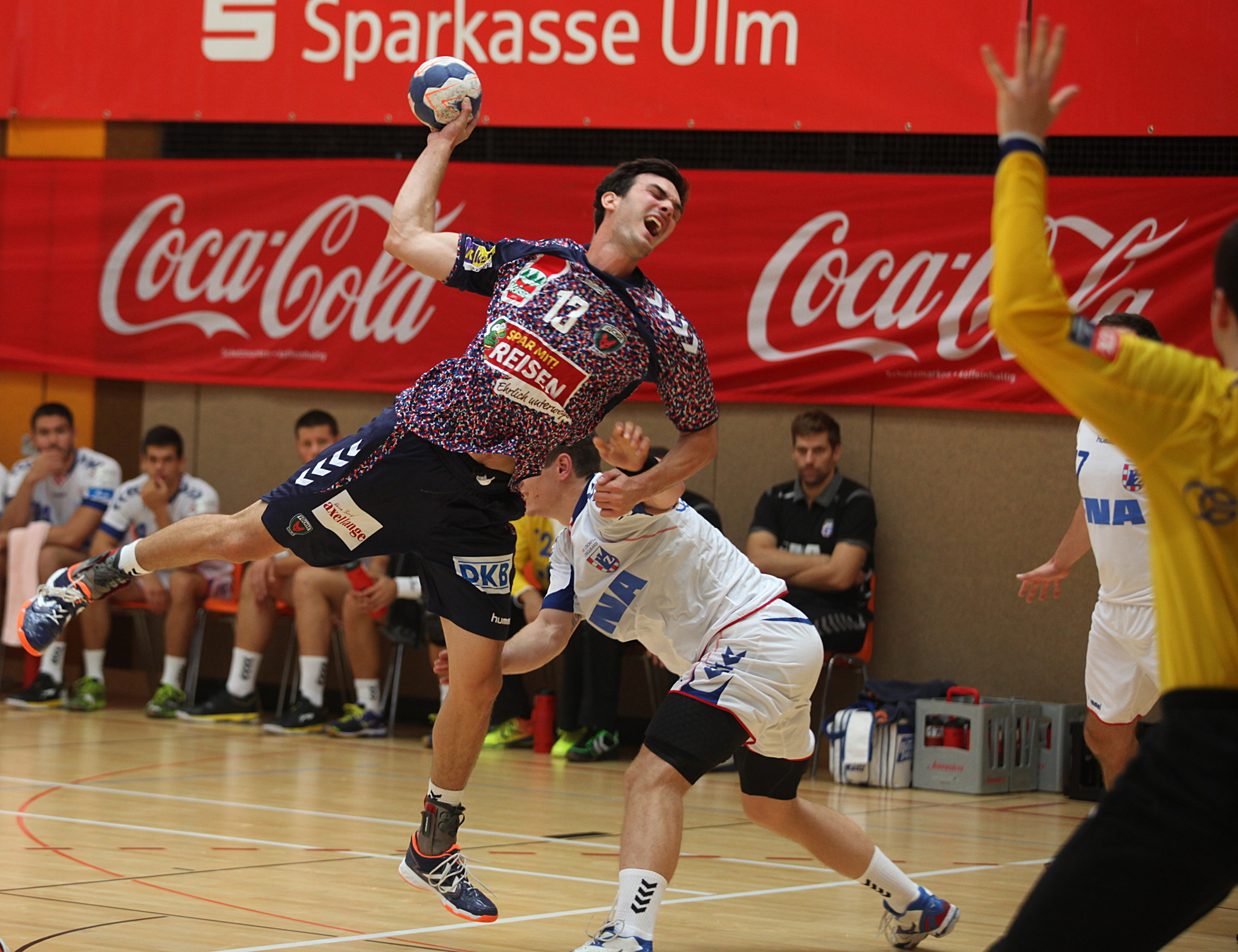
Petar Nenadić 2014

| Saison    | Verein        | Spielklasse | Spiele | Tore | 7-Meter-Tore | Assists | 2min Strafen |
| --------- | ------------- | ----------- | ------ | ---- | ------------ | ------- | ------------ |
| 2014/15   | Füchse Berlin | Bundesliga  | 35     | 169  | 28           | 40      | 4            |
| 2015/16   | Füchse Berlin | Bundesliga  | 32     | 229  | 63           | 46      | 2            |
| 2016/17   | Füchse Berlin | Bundesliga  | 31     | 182  | 28           | 86      | 3            |
| 2017/18   | Füchse Berlin | Bundesliga  | 18     | 114  | 5            | 45      | 5            |
| 2014–2017 | gesamt        | Bundesliga  | 116    | 694  | 124          | 217     | 14           |

## Privates
Velibor Nenadić, ehemaliger Handballspieler, ist der Vater von Petar Nenadić und dessen Bruder Draško Nenadić.
Nenadić ist mit der Volleyballnationalspielerin Jelena Nikolić verheiratet.